# خواننده جاز (فیلم ۱۹۸۰)
خواننده جاز (انگلیسی: The Jazz Singer) فیلمی در ژانر رمانتیک و موزیکال به کارگردانی ریچارد فلایشر و سیدنی جی. فیوری است که در سال ۱۹۸۰ منتشر شد.

## بازیگران
- نیل دایمند
- لارنس الیویه
- لوسی آرناز
- کتلین آدامز
- فرانکلین آجی
- پل نیکلاس
- بریون جیمز
- ارنی هادسون
- جیمز کارن